# Špičák (berg i Tjeckien, Plzeň)
Špičák är ett berg i Tjeckien.   Det ligger i regionen Plzeň, i den västra delen av landet, 130 km sydväst om huvudstaden Prag. Toppen på Špičák är 1 202 meter över havet.
Terrängen runt Špičák är huvudsakligen kuperad.Runt Špičák är det ganska glesbefolkat, med 21 invånare per kvadratkilometer. Närmaste större samhälle är Nýrsko, 14,2 km norr om Špičák. I omgivningarna runt Špičák växer i huvudsak blandskog.